# Baecula gallopavo
Baecula gallopavo là một loài bướm đêm trong họ Noctuidae.